# Calcio Catania
A Calcio Catania egy olasz labdarúgócsapat, amelyet egy szicíliai városban Cataniában alapítottak a háború után 1946-ban.

## Története
A labdarúgás Cataniában az 1900-as évek elején vált ismertté. Az angol teherszállító hajók legénysége ismertette a helyiekkel a játékot. 1901. május 2-án a Messina ellen játszották. A klub neve Royal Yacht Catania volt és a helyi legénység játszottak benne.

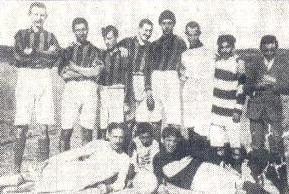
A legelső kép a Pro Patriáról 1908-ból.

Ez csupán hobbi szintű csapat volt. A hivatalos, szakmai stábbal rendelkező egyesületet 1908. június 19-én alapította az olasz filmrendező Gaetano Ventimiglia és Francesco Sturzo d'Aldobrando. A név pedig A.S. Educazione Fisica Pro Patria lett, amit két évvel később Unione Sportiva Catanesére módosítottak.
Az Észak-Olaszország csapatainak rendezett bajnokságban nem, ám helyi kisebb tornákon részt vett a csapat, mint a Lipton, Sant' Agata és Agordad kupa. Az első világháborút követően a Coppa Federale Siciliana tornán vettek részt. 7 évvel később a Campionato Catanesében játszottak, amit az 1928–1929-es szezonban meg is nyertek. Ahogy feljutottak, a klub neve is megváltozott Società Sportiva Cataniára. Az 1933–1934-es szezonban, magabiztosan, mindössze 14 kapott góllal zártak és a rájátszást is sikerrel vették így a Serie B-be kerültek. Első szereplésük rögtön egy 3. helyet eredményezett (holtversenyben a Pisa csapatával). Ekkor ismét névváltoztatás következett, mégpedig Associazione Calcio Fascista Cataniára. A jó teljesítmény nem tartott sokáig, 3 évadot követően kiestek. Mindössze 3 meccset sikerült megnyerniük és a legrosszabb gólaránnyal az utolsó helyen végeztek. 1943-ban ugyan megnyerték csoportjukat ám a rájátszásból a szövetség kizárta őket.

### Felemelkedés, Serie A
A második világháborút követően egy helyi versenyt (Campionato Siciliano) rendeztek. A szezon végén a csapat egyesült a városi Elefante Cataniával. Ez 1946-ban történt, amit a Catania újraalapításának is mondanak. A klub megtartotta a Catanese nevet és visszakerülhettek a Serie C-be.
Egy évvel később egy harmadik klubbal, a Virtus Cataniával ismét egyesültek és Club Calcio Catania néven folytatták tovább. Az első elnök Santi Manganaro-Passanisi volt, aki korábban a Catania elnöke volt. Három év múlva felkerültek a másodosztályba. Ekkor olyan nevek játszottak a csapatban mint Goffi, Messora, Ardesi és Prevosti.
Egyre jobb eredményeket értek el, 1953-ban a Legnano ellen rájátszást játszhattak, mivel egyenlő pontszámmal végeztek a 2. helyen. A rájátszást a lombardiai klub nyerte végül 4–1-re. Egy évre rá már bajnokként jutottak fel történetük során először az első osztályba.

### Az aranykorszak
Első idényükben a 12. helyen végeztek, de pénzügyi gondok miatt visszasorolták őket a Serie B-be (szintúgy mint az Udinesét). Nem jöttek a sikerek, mígnem Carmelo Di Bella vezetésével (aki korábban játékosként is szerepelt a csapatnál a 30-as években) 1960-ban a 3. hely megszerzésével ismét feljutottak. A második évad az A-ligában már sikeresebb volt mint az első. A 8. helyen végeztek és több kiemelkedő eredményt értek el. A két legemlékezetesebb a bajnoki címre hajtó milánói kettős, az Inter 2–0-s és a Milan 4–3-as legyőzése volt. Az évek során stabil középcsapattá vált a Catania. A klubnál játszott ekkor az olasz középpályás Alvaro Biagini, valamint a brazil Cinesinho és mellette a két meghatározó szélső Carlo Facchin és Giancarlo Danova is. A szezon végén ezúttal is nyolcadikok lettek, olyan csapatokat legyőzvén mint a Juventus vagy a Fiorentina. Nagy meglepetésre egy évvel később a 17. helyen kiestek.

### Ingadozás
1967-ben egy jó szezont követően a 3. helyen zárt a csapat. A rivális Palermo ellen mindkét mérkőzést sikerült megnyerniük. Három évvel később sikerült a feljutás. Holtversenyben a legkevesebb gólt kapták (19-et). Nem volt sikeres a következő év az élvonalban. Összesen 18 gólt lőttek és az utolsó helyen ismét kiestek. 1974-ben a Serie B-ből is kiestek, ám - csupán egy vereséget szenvedve - hamar visszajutottak a másodosztályba. Ezután több bizonytalan év következett, ingadoztak a másod- és harmadosztály között, mígnem 1983-ban a Milan és a Lazio mögött 3. helyen végeztek. Mivel pontegyenlőség esetén rájátszás dönt, így a Cremonese valamint a Como csapatával egy három mérkőzésből álló összecsapáson döntötték el a feljutást. Mivel csak a Cataniának sikerült nyernie (a másik két mérkőzés egyaránt 0–0-s döntetlen lett) feljutottak. A legkevesebb gólt kapták, összesen 21-et.

### Hanyatlás és újjászületés
A sikert követően úgy tűnt stabilizálódik a klub helyzete ám egy év után a Serie B-be kerültek majd később a Serie C-be. A mélypont 1993-ban következett be, amikor is a szövetség pénzügyi problémák miatt feloszlatta az egyesületet. Ezek után jogi harcok következtek az ítélet ellen és végül a Cataniának adván igazat, engedélyezték a bajnokságban való indulást (a 6. osztályból). Hosszú idő után 2002-ben a rájátszás megnyerésével feljutott a csapat a Serie B-be.
A 2003-as szezonban a klub botrányba keveredett, ami végül az egész liga rendszerét felborította. A történet lényege, hogy a Siena labdarúgója Luigi Martinelli egy meccses eltiltást kapott, amit követően ugyan a felnőtt csapatban egy mérkőzést kihagyott, a tartalék bajnokságban lejátszott. A rá következő Catania elleni bajnokin (a felnőtt csapatban) viszont pályára lépett. A szabály értelmében ez jogosulatlan pályára lépésnek minősül. A mérkőzés 1–1-es döntetlennel ért véget. A Catania illetve a helyi polgári bíróság a csapat győzelmét követelte, míg a szövetség jóváhagyta a pályán elért eredményt. Idő szűkében hamar döntést kellett hozni, és ennek értelmében maradhatott az egyesület a másodosztályban.

### Vissza az első osztályba
Három év elteltével az ezüstérem megszerzésével az első osztályba jutottak. 2007. február 2-án a Catania-Palermo mérkőzést megelőzően rendbontás tört ki a szurkolók és a rendőrök között. Az összecsapásban egy rendőr életét vesztette. Eleinte úgy tűnt, hogy a bajnokságot törlik, később csak több zárt kapus mérkőzést rendeltek el. A helyzet kritikus volt, mivel nemrég 2006-ban is történt botrány a bajnokságban.

### Feljutási remények a másodosztályba
A csapat a 2017/2018-as szezonban a Serie C C csoportjában játszott, amelyben a második helyezést érte el a tabellán, és így osztályozót játszhatott a Serie B-be való feljutásért. Az osztályozó elődöntőéig jutott, ahol az AC Siena ellen játszott, ahol idegenben 1-0 arányban vereséget szenvedett a sienai csapattól, majd a második mérkőzésen Cataniaban 2-2-es döntetlen lett a rendes játékidő végeredménye, majd büntetőpárbajban maradt alul (3-4) a Calcio Catania, így összesítésben az AC Siena jutott az osztályozó döntőjében, és a Catania maradt a harmad osztályban.

## Jelenlegi keret
2013. február 9. szerint.
| #  |     | Poszt | Név                 |
| -- | --- | ----- | ------------------- |
| 1  | ITA | K     | Alberto Frison      |
| 2  | ITA | V     | Alessandro Potenza  |
| 3  | ARG | V     | Nicolás Spolli      |
| 4  | ARG | KP    | Sergio Almirón      |
| 5  | URU | V     | Alexis Rolín        |
| 6  | ITA | V     | Nicola Legrottaglie |
| 8  | ITA | KP    | Fabio Sciacca       |
| 9  | ARG | CS    | Gonzalo Bergessio   |
| 10 | ITA | KP    | Francesco Lodi      |
| 12 | ITA | V     | Giovanni Marchese   |
| 14 | ITA | V     | Giuseppe Bellusci   |
| 17 | ARG | CS    | Alejandro Gómez     |

| #  |     | Poszt | Név                                       |
| -- | --- | ----- | ----------------------------------------- |
| 18 | POL | V     | Błażej Augustyn                           |
| 19 | ARG | KP    | Lucas Castro                              |
| 21 | ARG | K     | Mariano Andújar                           |
| 22 | ARG | V     | Pablo Álvarez                             |
| 24 | ARG | KP    | Adrián Ricchiuti                          |
| 26 | ESP | CS    | Keko                                      |
| 27 | ITA | KP    | Marco Biagianti (csapatkapitány)          |
| 28 | ARG | KP    | Pablo Barrientos                          |
| 29 | ITA | K     | Pietro Terracciano                        |
| 30 | GHA | KP    | Amidu Salifu (kölcsönben a Fiorentinától) |
| 32 | ALB | CS    | Edgar Çani                                |
| 33 | ITA | V     | Ciro Capuano (csapatkapitány)             |
| 35 | SEN | CS    | Souleymane Doukara                        |

## Ismertebb játékosok
| Olaszország: - Enzo Bearzot - Amedeo Biavati - Riccardo Carapellese - Fabio Gatti - Gennaro Sardo - Christian Terlizzi - Claudio Ranieri - Ennio Mastalli - Giovanni Vavassori - Giuseppe Mascara Argentína: - Albano Bizarri | Brazília: - Pedrinho - Cinesinho Belgium: - Luis Oliveira - Johan Walem Peru: - Juan Vargas Románia: - Nicolae Dică |

## Elnökök
|                                 | \| Név \| Évek \| Név \| Évek \| \| ------------------------------- \| --------- \| ------------------- \| --------- \| \| Santi Passanisi Manganaro \| 1946–1948 \| Salvatore Coco \| 1973–1974 \| \| Lorenzo Fazio \| 1948–1951 \| Angelo Massimino \| 1974–1987 \| \| Arturo Michisanti \| 1951–1954 \| Angelo Attaguile \| 1987–1991 \| \| Giuseppe Rizzo \| 1954–1956 \| Salvatore Massimino \| 1991–1992 \| \| Agatino Pesce Michele Giuffrida \| 1956–1959 \| Angelo Massimino \| 1992–1996 \| \| Agatino Pesce Michele Giuffrida \| 1956–1959 \| Grazia Codiglione \| 1996–2000 \| \| Ignazio Marcoccio \| 1959–1969 \| Riccardo Gaucci \| 2000–2004 \| \| Angelo Massimino \| 1969–1973 \| Antonino Pulvirenti \| 2004– \| |                     |           |
| Név                             | Évek | Név                 | Évek      |
| Santi Passanisi Manganaro       | 1946–1948 | Salvatore Coco      | 1973–1974 |
| Lorenzo Fazio                   | 1948–1951 | Angelo Massimino    | 1974–1987 |
| Arturo Michisanti               | 1951–1954 | Angelo Attaguile    | 1987–1991 |
| Giuseppe Rizzo                  | 1954–1956 | Salvatore Massimino | 1991–1992 |
| Agatino Pesce Michele Giuffrida | 1956–1959 | Angelo Massimino    | 1992–1996 |
| Agatino Pesce Michele Giuffrida | 1956–1959 | Grazia Codiglione   | 1996–2000 |
| Ignazio Marcoccio               | 1959–1969 | Riccardo Gaucci     | 2000–2004 |
| Angelo Massimino                | 1969–1973 | Antonino Pulvirenti | 2004–     |

## Vezetőedzők
| Név                               | Nemzetiség  | Évek      |
| --------------------------------- | ----------- | --------- |
| Giovanni Degni                    | ITA         | 1946–1948 |
| Nicolò Nicolosi                   | ITA         | 1948      |
| Miroslav Banas                    | SVK         | 1948–1949 |
| Antonio Magnozzi                  | ITA         | 1949–1950 |
| Stanislao Klein                   | GER         | 1950      |
| Politzer Lajos                    | HUN         | 1950–1951 |
| Nereo Marini                      | ITA         | 1951–1952 |
| Brondi III                        | ITA         | 1952      |
| Giulio Cappelli                   | ITA         | 1952–1953 |
| Fioravante Baldi                  | ITA         | 1953      |
| Piero Andreoli                    | ITA         | 1953–1956 |
| Ernesto Matteo Poggi              | ITA         | 1956–1957 |
| Riccardo Carapellese              | ITA         | 1957      |
| Nicolò Nicolosi                   | ITA         | 1958      |
| Francesco Capocasale              | ITA         | 1958      |
| Blagoje Marjanović                | Jugoszlávia | 1958–1959 |
| Carmelo Di Bella                  | ITA         | 1959–1966 |
| Luigi Valsecchi                   | ITA         | 1966      |
| Dino Ballacci                     | ITA         | 1966–1967 |
| Luigi Valsecchi                   | ITA         | 1968      |
| Egizio Rubino                     | ITA         | 1968–1971 |
| Antonio Calvanese Luigi Valsecchi | ITA · ITA   | 1971–1972 |
| Carmelo Di Bella                  | ITA         | 1972–1973 |
| Luigi Valsecchi                   | ITA         | 1973      |
| Guido Mazzetti                    | ITA         | 1974      |
| Adelmo Prenna                     | ITA         | 1974      |
| Gennaro Rambone                   | ITA         | 1974–1975 |
| Egizio Rubino                     | ITA         | 1975–1976 |
| Guido Mazzetti                    | ITA         | 1976      |
| Carmelo Di Bella                  | ITA         | 1976–1977 |
| Luigi Valsecchi                   | ITA         | 1977      |
| Carlo Matteucci                   | ITA         | 1977–1978 |
| Guido Mazzetti                    | ITA         | 1978      |
| Adelmo Capelli                    | ITA         | 1978–1979 |
| Gennaro Rambone                   | ITA         | 1979–1980 |
| Lino De Petrillo                  | ITA         | 1980–1981 |
| Guido Mazzetti                    | ITA         | 1981      |
| Giorgio Michelotti                | ITA         | 1981–1982 |
| Salvo Bianchetti                  | ITA         | 1982      |
| Guido Mazzetti                    | ITA         | 1982      |
| Gianni Di Marzio                  | ITA         | 1982–1984 |
| Giambattista Fabbri               | ITA         | 1984      |
| Antonio Renna                     | ITA         | 1984–1985 |

| Név                                     | Nemzetiség | Évek          |
| --------------------------------------- | ---------- | ------------- |
| Gennaro Rambone                         | ITA        | 1985          |
| Salvo Bianchetti                        | ITA        | 1985–1986     |
| Antonio Colomban                        | ITA        | 1986          |
| Gennaro Rambone                         | ITA        | 1986–1987     |
| Bruno Pace                              | ITA        | 1987          |
| Osvaldo Jaconi                          | ITA        | 1987          |
| Pietro Santin                           | ITA        | 1987–1988     |
| Bruno Pace                              | ITA        | 1988–1989     |
| Carmelo Russo                           | ITA        | 1989–1990     |
| Angelo Benedicto Sormani                | ITA        | 1990–1991     |
| Giuseppe Caramanno                      | ITA        | 1991–1992     |
| Franco Vannini                          | ITA        | 1992          |
| Salvo Bianchetti                        | ITA        | 1992–1993     |
| Franco Indelicato                       | ITA        | 1993–1994     |
| Lorenzo Barlassina                      | ITA        | 1994          |
| Pier Giuseppe Mosti                     | ITA        | 1994–1995     |
| Angelo Busetta                          | ITA        | 1995          |
| Lamberto Leonardi                       | ITA        | 1995          |
| Aldo Cerantola                          | ITA        | 1995–1996     |
| Mario Russo                             | ITA        | 1996          |
| Angelo Busetta                          | ITA        | 1996–1997     |
| Giovanni Mei                            | ITA        | 1997–1998     |
| Franco Gagliardi                        | ITA        | 1998          |
| Piero Cucchi                            | ITA        | 1998–1999     |
| Gianni Simonelli                        | ITA        | 1999–2000     |
| Ivo Iaconi                              | ITA        | 2000–2001     |
| Vincenzo Guerini                        | ITA        | 2001          |
| Aldo Ammazzalorso                       | ITA        | 2001          |
| Pietro Vierchowod                       | ITA        | 2001          |
| Francesco Graziani Maurizio Pellegrino  | ITA · ITA  | 2001–2002     |
| Osvaldo Jaconi                          | ITA        | 2002          |
| Maurizio Pellegrino                     | ITA        | 2002          |
| John Toshack                            | Wales      | 2002–2003     |
| Edoardo Reja                            | ITA        | 2003          |
| Vincenzo Guerini                        | ITA        | 2003          |
| Gabriele Matricciani Stefano Colantuono | ITA · ITA  | 2003–2004     |
| Maurizio Costantini                     | ITA        | 2004–2005     |
| Nedo Sonetti                            | ITA        | 2005          |
| Pasquale Marino                         | ITA        | 2005–2007     |
| Silvio Baldini                          | ITA        | 2007–2008     |
| Walter Zenga                            | ITA        | 2008-2009     |
| Gianluca Atzori                         | ITA        | 2009-jelenleg |